# Heliconius punctata
Heliconius punctata är en fjärilsart som beskrevs av Hall 1936. Heliconius punctata ingår i släktet Heliconius och familjen praktfjärilar. Inga underarter finns listade i Catalogue of Life.